# Albești (Vaslui)
Pour les articles homonymes, voir Albești.
Albești est une commune du județ de Vaslui en Roumanie.

## Démographie
Lors du recensement de 2011, 96,12 % de la population se déclarent comme roumains (3,8 % ne déclarent pas d'appartenance ethnique et 0,06 % déclarent appartenir à une autre ethnie).
En 2011, la répartition des groupes confessionnels se présente comme suit :
- Orthodoxes : 88,86 %
- Evangélistes : 5,04 %
- Adventistes : 1,76 %
- Inconnue : 3,8 %
- Autres : 0,51 %

## Politique
| Parti | Parti                        | Sièges |
| ----- | ---------------------------- | ------ |
|       | Parti social-démocrate (PSD) | 8      |
|       | Parti national libéral (PNL) | 5      |